# Calliphora terraenovae
Calliphora terraenovae är en tvåvingeart som beskrevs av Macquart 1851. Calliphora terraenovae ingår i släktet Calliphora och familjen spyflugor. Inga underarter finns listade i Catalogue of Life.